# Mentalist
Mentalisten sind ein Genre von Zauberkünstlern. Ihre Form der Unterhaltungskunst stützt sich hauptsächlich auf das Vortäuschen paranormaler Phänomene, einer der fünf Aspekte der Zauberkunst. Dabei wird eine Fähigkeit zur Vorhersage oder Telepathie dargestellt, die z. T. auf Gedächtniskunst, Suggestionstechniken, Zahlentricks/Schnellrechnen und Ähnlichem, aber auch auf den Standard-Techniken der Zauberkunst beruht.

## Allgemeines
Der US-amerikanische Mentalist und Autor Robert Cassidy definierte die Darstellungssparte folgendermaßen: 

„Mentalism is the art of presenting seemingly paranormal effects in an entertaining manner.“

„Mentalismus ist die Kunst, scheinbar paranormale Effekte in unterhaltender Art und Weise vorzuführen.“

Der US-amerikanische Mentalist und Autor Phil Goldstein schrieb: 

„Mentalism is the one area of magic that seems real to a lay audience. They do not only suspend their disbelief – they believe.“

„Mentalismus ist der Bereich der Zauberkunst, der einem Laienpublikum wie reale Magie erscheint. Sie lassen ihren Unglauben nicht einfach nur beiseite, sie glauben es wirklich.“

Die Faszination für das Publikum ergibt sich aus der Illusion der paranormalen Fähigkeit und nicht aus der ästhetischen Inszenierung eines unmöglichen Geschehens, wie in anderen Sparten der modernen Bühnenmagie. Unter Umständen geben sich Mentalisten als Hellseher aus, jedoch lediglich auf der Bühne.
Da Mentalisten weniger den Kunstsinn und stärker die Empfänglichkeit der Zuschauer für Übersinnliches ansprechen, die aus deren Einstellung zum Übernatürlichen resultiert, ist es für den Mentalisten besonders schwer, die Grenzen zwischen Kunst und Scharlatanerie zu wahren. Auf der einen Seite benötigt der Mentalist die Bereitschaft des Publikums, an Phänomene zu glauben. Will er sich jedoch als Künstler verstanden wissen, muss er gerade mit diesem Glauben der Zuschauer mit Bedacht umgehen, um nicht Gefahr zu laufen, für „echt“ gehalten zu werden.
In Deutschland trat der Mentalismus verstärkt in den Sendungen The Next Uri Geller in den Fokus, die in den Jahren 2008 bis 2009 beim Sender ProSieben ausgestrahlt wurden. Dabei wurde von den Zauberkünstlern zunächst vertraglich verlangt, der Öffentlichkeit gegenüber zu behaupten, über übersinnliche Kräfte zu verfügen. Mehrere der Kandidaten protestierten gegen diesen Passus, den sie mit ihrer Berufsehre als Bühnenkünstler für unvereinbar hielten.

## Geschichte
Der Begriff Mentalist ist eine Weiterentwicklung der Bezeichnung „Mindreader“ (Gedankenleser). Zu den ersten bekannten Gedankenlesern gehörte der US-amerikanische Zauberkünstler C. A. George Newmann (1880–1952), der sich als „Mindreader“ und „Master of Mental Marvels“ bezeichnete. Seine Vorstellungen ähnelten Seminaren von Universitätsdozenten. Die Programme waren jedoch keine trockenen Vorlesungen, sondern boten reichlich Unterhaltung und Humor.
Einer der ersten nachgewiesenen Zauberkünstler, der sich als Mentalist bezeichnete, war Harry Kahne (1895–1955), der auch als „the incomparable mentalist“ bezeichnet wurde.
Ab etwa 1929 wurde der Ausdruck Mentalist konsequent von dem US-amerikanischen Zauberkünstler Theodore Annemann verwendet.
In Europa war es vor allem der Engländer Chan Canasta, der sich in den 1940er Jahren mit der Mentalzauberkunst beschäftigte. Er trat 1951 zum ersten Mal im Fernsehen bei der BBC auf und führte Mentalzauberkunststücke vor. Insgesamt konnte Canasta an über 300 Fernsehsendungen als Mentalist teilnehmen. Er war auch Gast in der legendären Talkshow von Ed Sullivan.
In Deutschland hat sich die Mentalzauberkunst erst ab etwa Mitte des 20. Jahrhunderts zu einer eigenständigen Präsentationsform entwickelt. Einen großen Anteil daran hatte der Zauberkünstler Punx, der in seinem Abendprogramm, das in vier Akte gegliedert war, einen Bereich Alessandro Cagliostro widmete und dazu ausschließlich Mentalzauberkunststücke zeigte.
Ab etwa 1980 zeigte der Berliner Zauberkünstler Ted Lesley vermehrt Mentalzauberkunst und benutzte häufig für sich die Bezeichnung Mentalist.

## Bekannte Mentalisten (Auswahl)
| Deutschland       | Österreich                     | Vereinigtes Königreich | Vereinigte Staaten | Israel       |
| ----------------- | ------------------------------ | ---------------------- | ------------------ | ------------ |
| Jan Becker        | Manuel Horeth                  | Banachek               | Theodore Annemann  | Uri Geller   |
| Jan Forster       | Lucca Lucian                   | Derren Brown           | Joseph Dunninger   | Lior Suchard |
| Nicolai Friedrich | Thommy Ten und Amélie van Tass |                        | Max Maven          |              |
| Thorsten Havener  |                                |                        |                    |              |
| Christoph Kuch    |                                |                        |                    |              |
| Ted Lesley        |                                |                        |                    |              |
| Bodo Lorenzen     |                                |                        |                    |              |
| Punx              |                                |                        |                    |              |
| Timon Krause      |                                |                        |                    |              |